# 2,4-二甲基-6-叔丁基苯酚
2,4-二甲基-6-叔丁基苯酚（英語：2,4-Dimethyl-6-tert-butylphenol）是一种芳香化合物，化学式Me2(tert-Bu)C6H2OH（Me为甲基，tert-Bu为叔丁基），常温常压下为无色油状液体，用于抗氧化剂和紫外线稳定剂。